# كيري ساندرز
كيري ساندرز (بالإنجليزية: Kerry Sanders)‏ هو صحفي أمريكي، ولد في 19 أكتوبر 1960 في نيويورك في الولايات المتحدة.